# Кичкасский сельсовет
Кичкасский сельсовет — сельское поселение в Переволоцком районе Оренбургской области Российской Федерации.
Административный центр — село Кичкасс.

## История
Статус и границы сельского поселения установлены Законом Оренбургской области от 2 сентября 2004 года № 1424/211-III-ОЗ «О наделении муниципальных образований Оренбургской области статусом муниципального района, городского округа, городского поселения, установлении и изменении границ муниципальных образований».

## Население
| 2010  | 2012  | 2013  | 2014  | 2015  | 2016  | 2017  |
| ----- | ----- | ----- | ----- | ----- | ----- | ----- |
| 1380  | ↘1368 | →1368 | ↘1309 | ↘1284 | ↘1274 | ↘1258 |
| 2018  | 2019  | 2020  | 2021  |       |       |       |
| ↘1223 | ↘1215 | ↘1205 | ↗1226 |       |       |       |

## Состав сельского поселения
| № | Населённый пункт | Тип населённого пункта       | Население |
| - | ---------------- | ---------------------------- | --------- |
| 1 | Габдрафиково     | село                         | ↘279      |
| 2 | Долиновка        | село                         | ↘201      |
| 3 | Кичкасс          | село, административный центр | ↘900      |